# 白山蓼
白山蓼（学名：Polygonum ocreatum）为蓼科蓼属下的一个种。

## 扩展阅读
維基物種上的相關：白山蓼